# Yidam
Un Yidam (contrazione del tibetano: yid-kyi-dam-tshig, Impegno della Mente e Yi-dam Mente Sacra) o in sanscrito: Ishtadevata (cinese: 神體 essere spirituale) è l'oggetto di meditazione nel Buddismo Vajrayāna. 
Tra gli yidam più venerati in Tibet:
Hayagriva, Vajrakilaya, Samputa, Guhyasamaja, Yamantaka, Hevajra, Cakrasamvara, Vajrayogini, Kalacakra, Vajravarahi e le varie Ḍākinī.
Possono avere la stessa funzione degli yidam nella meditazione anche le varie forme dei Buddha e dei Bodhisattva (spesso le varie forme di Avalokiteśvara e di Tara), oltre che maestri come  Padmasambhava o divinità di origine tibetana o scivaitica come Kurukulle o Dharmapala, sia da soli che uniti in Yab-yum con i propri (o le proprie) partner. 
Il praticante in meditazione deve visualizzare la forma di yidam propostagli dal maestro fino a raggiungere una completa unione col suo yidam. In genere questo tipo di meditazione dura dall'alba alla notte.
In questo modo ci si serve degli yidam per ottenere una trasformazione dello stato mentale dell'allievo.